# 개구장이 푸무클
개구장이 푸무클은 베타필름이 제작한 TV 애니메이션 시리즈이다. 아동 도서 작가 엘리스 카우트가 만든 푸무클 캐릭터를 기반으로 한다. 1982년 9월 24일부터 1989년까지 바이에른 방송에서 방영되었다.
대한민국에서는 1982년 11월 14일부터 1983년 7월 24일까지 KBS2 TV 한국방송에서 잠시 방영 되었다. 3년 후 1986년 5월 4일부터 1986년 8월 9일까지 MBC 문화방송에서 방영되었다.

## 줄거리
마스터 목수 에더는 다른 사람이 접근할 때 푸무클이 보이지 않기 때문에, 에더만 볼 수 있는 코볼트 푸무클을 만난다. 푸무클은 마침내 그의 목수 상점에서 에더와 함께하며 에더와 아버지간의 우호적인 관계를 유지한다.